# Sellaphoraceae
Famille
Les Sellaphoraceae sont une famille d'algues de l'embranchement des Bacillariophyta (Diatomées), de la classe des Bacillariophyceae et de l’ordre des Naviculales.

## Étymologie
Le nom de la famille vient du genre type Sellaphora, de sell-, selle, et -phora, « qui porte », littéralement « porteur de selle », en référence à « la principale caractéristique (de la diatomée) la forme du chloroplaste
(« endochrome »), qui est une plaque unique en forme de H ; qui donne son nom au genre ».

## Liste des genres
Selon AlgaeBase (25 mai 2022) :
- Buryatia Kulikovskiy, Lange-Bertalot & Metzeltin, 2012
- Caponea A.C.Podzorski, 1984
- Dimidiata M.Hajos, 1973
- Diprora S.P.Main, 2003
- Eolimna Lange-Bertalot & W.Schiller, 1997
- Fallacia Stickle & D.G.Mann, 1990
- Lacuneolimna Tudesque, Le Cohu & Lange-Bertalot, 2015
- Okhapkinia A.Glushchenko, M.Kulikovskiy & Kociolek, 2018
- Rossia M.Voigt, 1960
- Sellaphora Mereschowsky, 1902  genre type

## Systématique
Le nom correct complet (avec auteur) de ce taxon est Sellaphoraceae Mereschkowsky, 1902.

## Publication originale
- Mereschkowsky, C. (1902). On Sellaphora, a new genus of diatoms. Annals and Magazine of Natural History, Series 7 9:  185-195, pl. IV [figs 1-17].